# Månstenen (miniserie)
Månstenen (engelska: The Moonstone) är en brittisk miniserie visad första gången 1996 på BBC. Den är baserad på Wilkie Collins roman med samma namn från 1868, vilken räknas som den allra första deckaren. Serien visades i Sverige 2-3 januari 1998 på SVT.

## Handling
Serien utspelar sig i 1860-talets England. Rachel Verinder ärver på sin 18-årsdag en vacker diamant kallad Månstenen som varit hennes farbrors främsta ägodel. 
Hennes mor, Lady Julia är däremot inte lika glad över att stenen dykt upp igen. Det vilar nämligen en förbannelse över stenen, som kommer från Indien. Snart är husfriden över och mystiken tätnar kring månstenen...

## Rollista i urval
- Keeley Hawes - Rachel Verinder
- Greg Wise - Franklin Blake
- Terrence Hardiman - Col. Sir John Herncastle
- Peter Vaughan - Gabriel Betteredge
- Patricia Hodge - Lady Julia Verinder
- Anthony Sher - Kommissarie Cuff
- Anton Lesser - Ezra Jennings
- Paul Brooke - Dr. Candy
- Scott Handy - Godfrey  Ablewhite
- Lesley Sharp - Rosanna Spearman
- Kacey Ainsworth - Drusilla Clack
- Roger Walker - Konstapel Seegrave
- Janet Henfrey - Mrs. Yolland
- Bobby Bernard - Septimus Luker
- Peter Jeffrey - Mr. Bruff
- Anthony Cumber - Gooseberry
- Rachel Lumberg - Penelope
- Nicholas Lane - Samuel
- Elizabeth Berrington - Limping Lucy
- Andy Devine - hyresvärd

## DVD
Serien finns utgiven på DVD.